# 黒木こなつ
黒木 こなつ（くろき こなつ、1997年3月25日 - ）は、日本の女優。北海道出身。

## 出演

### TV
- ドッキリGP（グランプリ）（フジテレビ） - 女性YouTuber（配信者）役
- ナンバMG5（2022年4月13日 - 、フジテレビ） - 鈴木千夏 役
- 悪女（わる）働くのがカッコ悪いなんて誰が言った? 第3話（2022年4月27日、日本テレビ）

### WEB CM
- NTTドコモ
- Dole（バナソン）